# Nhân Mã (chiêm tinh)
Nhân Mã hay Cung Thủ (tiếng Anh: Sagittarius, ký hiệu: ♐︎) là cung hoàng đạo thứ chín trong Hoàng Đạo, nằm ở giữa độ thứ 240 và 270 của kinh độ thiên thể. Biểu tượng của cung này là cung thủ. Nhân Mã thuộc nguyên tố Lửa (cùng với Dương Cưu và Sư Tử) và là một trong 4 cung Linh Hoạt (cùng với Song Tử, Xử Nữ và Song Ngư).
Chủ tinh của Nhân Mã là Mộc tinh. Đối đỉnh với Song Tử trong vòng tròn Hoàng Đạo, Từ khóa: Mở rộng, năng động, lạc quan, thể thao, du lịch, tâm lý, thể hiện, thật thà, giáo dục.
Nhân Mã là cung có thuộc tính Nam và chi phối gan, hông, đùi trên cơ thể.

## Thần thoại Hy Lạp
Nhân Mã là tên gọi được bắt nguồn từ nhân vật thần thoại Hy Lạp: Chiron - thầy dạy của Achilles - đã bị Hercules, trong một lần truy đuổi kẻ thù, lỡ tay làm rơi mũi tên trúng chân Chiron, những mũi tên này đều tẩm kịch độc từ máu của Hydra (quái vật rắn nhiều đầu Hercules đã giết trước đó) nên bị trúng độc. Do Chiron bất tử nên không chết, nhưng lại phải sống trong nỗi đau đớn tận cùng. Động lòng trước nỗi đau của Chiron nên Zeus (cha của Hercules) đã đưa Chiron lên thành một chòm sao trên trời. Chiron là một nhân mã xuất sắc và thông thái nhất trong loài của mình, ông đã đào tạo nhiều anh hùng trong thần thoại Hy Lạp. Ông không những hiểu biết nhiều trong nhiều lĩnh vực mà còn có kỹ năng chiến đấu tuyệt vời, đặc biệt là khả năng sử dụng cung tên. Vì lẽ đó người ta thường thấy chòm sao Nhân Mã đang giương cung lên ngắm bắn.

## Các bài liên quan
- Cung chiêm tinh
- Nhân Mã (chòm sao)